# یوسف مریموویچ
یوسف مریموویچ (عبری: יוסף "יוס'לה" מרימוביץ'‎؛ ۲۴ ژوئیهٔ ۱۹۲۴ – ۵ مهٔ ۲۰۱۱) بازیکن فوتبال اهل اسرائیل بود.
وی به عنوان سرمربی موفق شد تیم ملی فوتبال اسرائیل را به مقام نخست جام ملت‌های آسیا ۱۹۶۴ برساند.